# James Branch Cabell
Pour les articles homonymes, voir Cabell.
 (octobre 2015).
Si vous disposez d'ouvrages ou d'articles de référence ou si vous connaissez des sites web de qualité traitant du thème abordé ici, merci de compléter l'article en donnant les références utiles à sa vérifiabilité et en les liant à la section « Notes et références ».
James Branch Cabell est un écrivain américain né le 14 avril 1879 à Richmond (Virginie) et mort le 5 mai 1958 dans cette même ville. Il est l'auteur de nombreux romans de fantasy au ton satirique, dont les plus connus sont Jurgen (1919) et Figures of Earth (1921), deux tomes d'un cycle intitulé Biography of the Life of Manuel prenant place dans la contrée fictive de Poictesme. Son œuvre comprend également des romans historiques, des essais, des vers et des études généalogiques.

## Œuvres
- Biography of the Life of Manuel :
  - Beyond Life (1919)
  - Figures of Earth (1921)
  - The Silver Stallion (1926)
  - The Witch-Woman (1948)
  - Domnei (1913/1920)
  - Chivalry (1909/1921)
  - Jurgen (1919)
  - The Line of Love (1905/1921)
  - The High Place (1923)
  - Gallantry (1907/1922)
  - Something About Eve (1927)
  - The Certain Hour (1916)
  - The Cords of Vanity (1909/1920)
  - From the Hidden Way (1916/1924)
  - The Jewel Merchants (1921)
  - The Rivet in Grandfather's Neck (1915)
  - The Eagle's Shadow (1904/1923)
  - The Cream of the Jest (1917/1922)
  - The Lineage of Lichfield (1922)
  - Straws and Prayer-Books (1924)
  - Townsend of Lichfield (1930)
  - Taboo (1921)
  - Sonnets from Antan (1929)
- The Nightmare Has Triplets, trilogie :
  - Smirt (1934)
  - Smith (1935)
  - Smire (1937)
- Heirs and Assigns, trilogie :
  - Hamlet Had an Uncle (1940)
  - The King Was in His Counting House (1938)
  - The First Gentleman of America (1942)
- It Happened in Florida, trilogie :
  - The St. Johns (1943, avec A. J. Hanna)
  - There Were Two Pirates (1946)
  - The Devil's Own Dear Son (1949)